# Фанстон (Џорџија)
Фанстон (Џорџија) (енгл. Funston) град је у америчкој савезној држави Џорџија. По попису становништва из 2010. у њему је живело 449 становника.

## Демографија
Према попису становништва из 2010. у граду је живело 449 становника, што је 23 (5,4%) становника више него 2000. године.
| Група             | 2000.       | 2010.       |
| Белци             | 280 (65,7%) | 278 (61,9%) |
| Афроамериканци    | 96 (22,5%)  | 107 (23,8%) |
| Азијати           | 1 (0,2%)    | 0 (0,0%)    |
| Хиспаноамериканци | 48 (11,3%)  | 63 (14,0%)  |
| Укупно            | 426         | 449         |